# Charles Aitchison

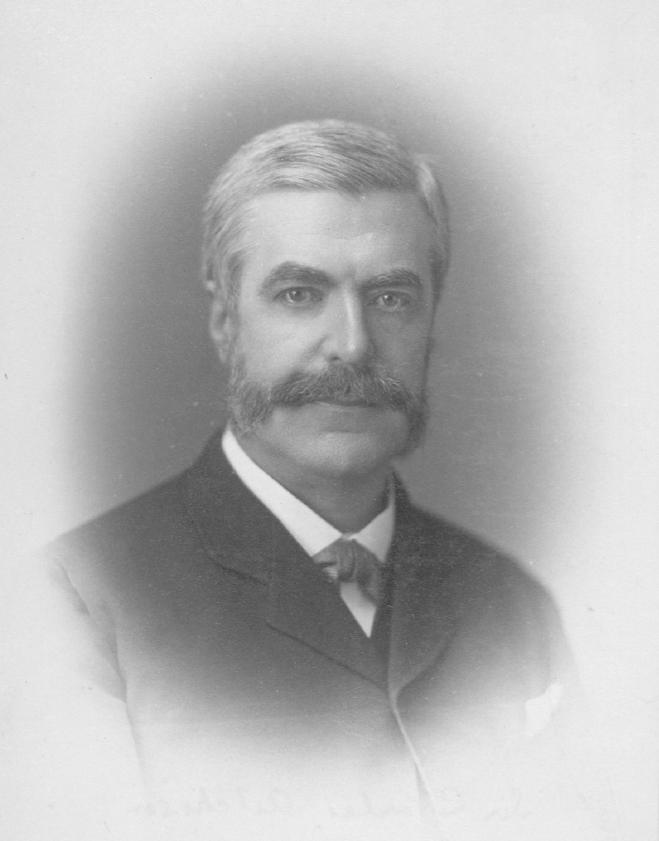
Charles U. Aitchison

Sir Charles Umpherston Aitchison KCSI, CIE (* 20. Mai 1832 in Edinburgh; † 18. Februar 1896 in Oxford) war ein britischer Kolonialbeamter in Indien, dessen Karriere durch die Folgen des Aufstandes von 1857 befördert wurde. letztlich stieg er zum Foreign Secretary des Government of India (GoI) und Lieutenant-Governor des Punjab auf.

## Jugend und Ausbildung
Charles Umpherston Aitchiston war der Sohn von Hugh Aitchison. Seine Mutter stammte aus der Familie der Umpherston, die prominent bei den protestantischen Scottish Convenanters waren. Er besuchte die höhere Schule und die University of Edinburgh (M. A.). Besonders interessiert war er in Logik und Metaphysik, Fichtes Die Bestimmung des Menschen beeinflusste ihn stark. Das Sommersemester 1854 verbrachte er an der Universität Halle bei Friedrich August Tholuck, das folgende Wintersemester studierte er in Berlin. Ohne besondere Vorbereitung nahm er im Frühjahr 1855 an der Auswahlprüfung für den Dienst der East India Company teil, bei der sich 131 Bewerber um 21 Stellen bemühten. Er bestand, trotz schlechtem Ergebnis in Mathematik, als fünftbester.

## Indien
Im folgenden Jahr wurde er in London in Recht und Hindi unterwiesen. Er gehörte zur ersten Gruppe der sogenannten Competition Wallahs, also derjenigen höheren Kolonialbeamten, die nicht mehr in Haileybury ausgebildet wurden. Am 25. September 1856 landete er in Kalkutta. Nach drei Monaten bestand er die Prüfungen in Persisch und Hindi. Daraufhin wurde er in den abgelegenen Distrikt von Hissar im Punjab gesandt.
Der Gouverneur John Lawrence wollte jedoch vier der nach dem neuen System Ausgebildeten in seinem Stab haben, so dass er bereits nach einem Monat, am 4. Mai, nach Lahore beordert wurde. Dadurch entging er dem in Hissar am 29. Mai 1857 stattfinden Massaker an 19 Weißen. Trotzdem geriet er in den Sepoy-Aufstand. Vier Monate verbrachte er unter anderem bei der Verteidigung einer Brücke in Amritsar. Er nahm an der Rückeroberung Delhis teil.
Als Privatsekretär des Judicial Commissioner arbeitete er am Entwurf eines Strafgesetzbuchs für den Punjab. Nach der Beförderung seines Vorgesetzten wurde er bald Under Foreign Secretary. Er nahm 1859–60 an der Tour des Vizekönigs Lord Canning teil, während der große Landumverteilungen an die loyalen Fürstenstaaten stattfanden. Zahlreiche der Verleihungsurkunden und Sendschreiben, die traditionell in klassischem Persisch, der Hofsprache der Moguln, gehalten waren, hat er verfasst und im Beisein des jeweiligen Fürsten und des Vizekönigs verlesen. Zusammen mit Henry Mortimer Durand entwarf er 1861 die neue Politik der Adoption für kinderlose Rajas, die Doctrine of Lapse verwerfend. Lawrence, seit 1864 Vizekönig, vertraute ihm weitergehende Aufgaben an.
Um ihm Erfahrung im allgemeinen Verwaltungsdienst zu geben, wurde er 1865–68 wieder in den Punjab gesandt. Danach kehrte er, nun als Staatssekretär (Foreign Secretary), in die Zentralverwaltung zurück. Bei der Ermordung des Vizekönigs Lord Mayo auf den Andamanen stand er nahe bei. Im Amt er war besonders mit den Beziehungen gegenüber Afghanistan befasst. Der konservativen Politik des Vizekönigs Robert Bulwer-Lytton, die letztlich zum Zweiten Anglo-Afghanischen Krieg führte, stand er ablehnend gegenüber.
Im März 1878 akzeptierte er die Stellung des Chief Commissioner von Britisch-Birma, die er bis Juli 1880 behielt. Von April 1882 bis 1887 wurde er Lieutenant-Governor des Punjab, der bedeutendsten der damals 12 Provinzen von Britisch-Indien. Seine älteste Tochter Beatrice Clementina († 1902) heiratete 1887 seinen Privatsekretär James Robert Dunlop Smith Aitchison war zeitlebens ein gläubiger Anhänger der Free Church of Scotland. Als Kolonialbeamter unterstützte er den Ausbau der christlichen Missionen. In seine Amtszeit fällt die Gründung der Panjab University, die zwar auch Abschlüsse der klassischen muslimischen Gelehrsamkeit verlieh, gleichzeitig aber auch westliches Wissen und Methoden den Einheimischen nahebringen sollte. Aus der 1864 gegründeten Wards' School (für Fürstensöhne) in Ambala wurde 1886 das nach ihm benannte College in Lahore.
Eigentlich wollte er sich nach seinem Heimaturlaub am Ende der Zeit als Gouverneur zur Ruhe setzen, er folgte jedoch im April 1887 den Bitten von Lord Dufferin und akzeptierte die Berufung in den Supreme Council (bis Nov. 1888). Zugleich war er Präsident der Public Service Commission, die weitreichende Reformen des Indian Civil Service beschloss. Zu dieser Zeit infizierte er sich. Endgültig in Pension ging er November 1888. Zunächst lebte der Kranke in London, zog jedoch bald darauf in die Nähe von Oxford, wo er auf dem Friedhof von Wolvercote begraben wurde.

## Ehrungen
- 1881: Knight Commander des Order of the Star of India (KCSI)
- 1882: Companion des Order of the Indian Empire (CIE)
- 1877: Ehrendoktor (LLD), Universität Edinburgh
- 1895: M.A. (ehrenhalber), Universität Oxford
- Das Aitchison Chiefs College in Lahore ist nach ihm benannt.

## Werke
- Sein wichtigstes Werk ist die mit ausführlichen geschichtlichen einleitenden Hinweisen versehene Sammlung: A collection of treaties engagements, and sanads relating to India and neighbouring countries ... (die Übersetzung ins Urdu besorgte Jwala Sahai). Sämtliche Verträge, die die Kolonialmacht mit den Fürsten schloss, sind in englischer Übersetzung aufgeführt. Diese Quellensammlung von 1862 wurde später immer wieder, von anderen erweitert, neu aufgelegt, teilweise unter leicht modifiziertem Titel, wie 1922: Manual of collections of treaties and of collections relating to treaties ... sie wird jedoch bis heute immer unter seinem Namen zitiert.
- als Hrsg.: Passages in the Lives of Helen Alexander, and James Currie of Pentland and other Papers; Belfast 1869 (Familienpapiere von Francis Umpherston, Esq., Elmswood, Loanhead)
- The Native States of India; 1875
- Die Biographie von J. Lawrence in: Hunter, W. W.; Rulers of India; Oxford 1892